# Hannibal (Missouri)
Hannibal és una població dels Estats Units a l'estat de Missouri. Segons el cens del 2008 tenia 17.432 habitants.

## Demografia
Segons el cens del 2000, Hannibal tenia 17.757 habitants, 7.017 habitatges, i 4.554 famílies. La densitat de població era de 469,3 habitants per km².
Dels 7.017 habitatges en un 32,5% hi vivien nens de menys de 18 anys, en un 48% hi vivien parelles casades, en un 13,6% dones solteres, i en un 35,1% no eren unitats familiars. En el 30,6% dels habitatges hi vivien persones soles el 15% de les quals corresponia a persones de 65 anys o més que vivien soles. El nombre mitjà de persones vivint en cada habitatge era de 2,4 i el nombre mitjà de persones que vivien en cada família era de 2,98.
Per edats la població es repartia de la següent manera: un 25,8% tenia menys de 18 anys, un 10,5% entre 18 i 24, un 26,3% entre 25 i 44, un 20,6% de 45 a 60 i un 16,8% 65 anys o més.
L'edat mediana era de 36 anys. Per cada 100 dones de 18 o més anys hi havia 81,8 homes.
La renda mediana per habitatge era de 29.892 $ i la renda mediana per família de 37.264 $. Els homes tenien una renda mediana de 30.677 $ mentre que les dones 20.828 $. La renda per capita de la població era de 16.902 $. Entorn de l'11,3% de les famílies i el 14,1% de la població estaven per davall del llindar de pobresa.

## Persones il·lustres
- Molly Brown (1867 - 1932) activista pels drets humans

## Poblacions més properes
El següent diagrama mostra les poblacions més properes.